# كلايف مورتون
كلايف مورتون (بالإنجليزية: Clive Morton)‏ هو ممثل بريطاني (وحمل سابقاً جنسية المملكة المتحدة لبريطانيا العظمى وأيرلندا)، ولد في 16 مارس 1904 بلندن في المملكة المتحدة، وتوفي في 24 سبتمبر 1975.

## أعمال

### أفلام
- (1951) رحلة السيد هولاند

## وصلات خارجية
- كلايف مورتون على موقع IMDb (الإنجليزية)
- كلايف مورتون على موقع إن إن دي بي (الإنجليزية)
- كلايف مورتون على موقع قاعدة بيانات الفيلم (الإنجليزية)